# Pistol

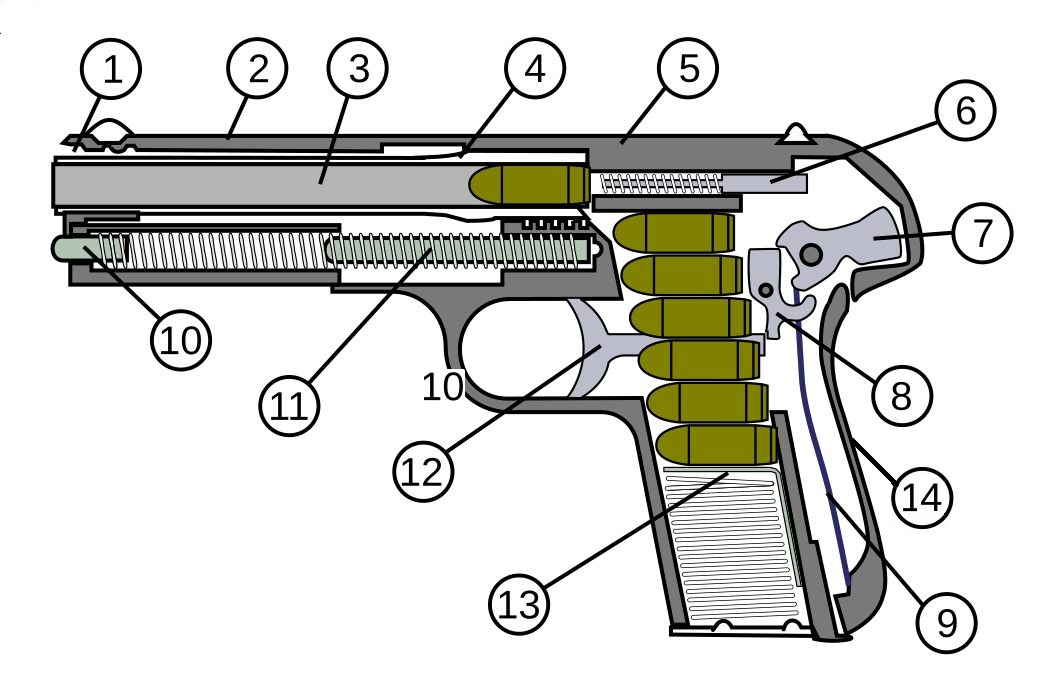
Svensk armépistol m/1907. Mekanismen är sluten, och vapnet är redo att avfyras.
1. Styrhylsa
2. Pipa
3. Lopp
4. Mantel
5. Slutstycke
6. Slagstift
7. Hane
8. Avtryckarstång
9. Slagfjäder
10. Låstapp
11. Rekylfjäder
12. Avtryckare
13. Patronförare
14. Greppsäkring/stångfrigörare

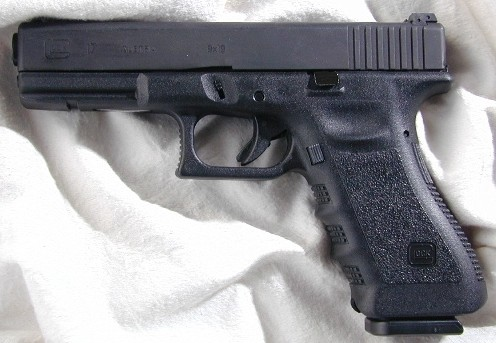
En Glock 17 9 mm halvautomatpistol.

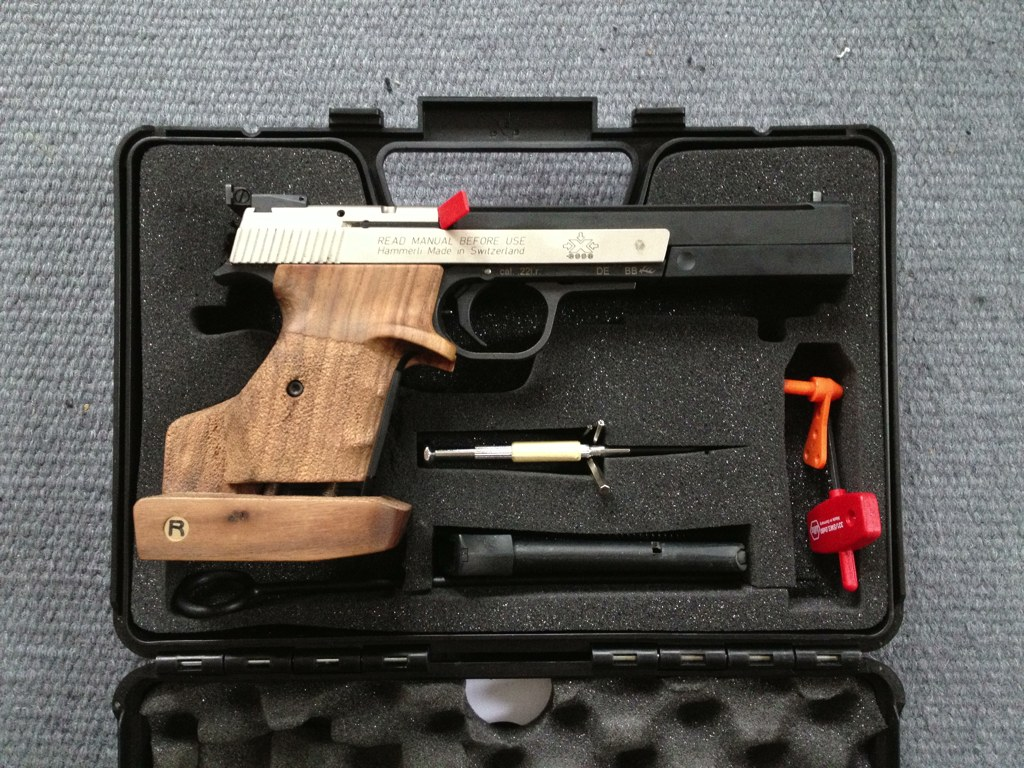
En finkalibrig precisionspistol i kaliber .22 LR.

Pistol är ett handeldvapen som kan användas med en hand, avsett för närstrider, tävlingsskytte och till viss del även jakt. Ordet pistol täcker in alla sådana vapen, även exempelvis revolvrar, men idag avses huvudsakligen automatpistoler, den typ där kraften från rekylen används till att efter avlossat skott kasta ut tomhylsan och mata in nästa patron i loppet. Då ordet växte fram i Spanien och Italien på 1600-talet syftade pistol på alla slags kortare handvapen som dolkar eller kortare sablar.
Med moderna pistoler kan flera skott avlossas i följd endast genom att man trycker in avtryckaren en gång för varje skott, ett så kallat halvautomatiskt vapen. Patronmagasinet är i regel placerat i pistolens kolv och rymmer allt mellan mindre än 8 och 17 eller fler, beroende på kaliber, magasinstorlek och typen av pistol. En revolvertrumma rymmer vanligen 6 patroner, men tomhylsorna kastas inte ut automatiskt då skott avlossas, utan måste avlägsnas manuellt vid omladdningen.
En automatpistol har den fördelen att omladdning kan göras mycket snabbt, om man har fyllda magasin i beredskap. För en revolver är omladdning mera tidsödande. För snabbare införing av patron till revolverns trumma finns snabbladdare, som man likt trumman fyller med patroner, vilka sedan förs in i motsvarande kammare där de släpps.

## Typer av pistol
- Äldre pistoler, till exempel luntlås-, hjullås- och flintlåspistoler, och slaglåspistoler är mynningsladdade.
- En revolver har patroner i en trumma.
- En automatpistol är halvautomatisk. Den laddar patroner från magasinet.
- En luftpistol får sin kraft från komprimerad luft i stället för en krutladdning. Luftpistoler används mest för tävlingsskytte eller målskytte för nöjes skull. Pistoler som drivs med kolsyrepatroner (CO2-vapen) räknas också hit.
- En signalpistol har ett tämligen grovt lopp, och dess ammunition liknar en hagelpatron, men haglen är ersatta av en pyroteknisk lyssats, som ger ett mindre fyrverkeri i bestämda färger rött, grönt eller vitt något hundratal meter upp i luften. Signalskott syns bäst nattetid.
- En startpistol, ollonpistol (eller skrämskottspistol) är ett vapen som kan laddas med lösa skott, men ej avskjuta någon projektil. Används i tävlingssammanhang samt även vid hunddressyr m.fl. ändamål där en knall önskas.
- En knallpulverpistol är ett leksaksvapen, som laddas med en pappersremsa där ett antal krutladdningar kan avfyras i en följd; avger en mindre kraftig knall.